# Psyllocarpus asparagoides
Psyllocarpus asparagoides là một loài thực vật có hoa trong họ Thiến thảo. Loài này được Mart. & Zucc. miêu tả khoa học đầu tiên năm 1824.